# Sländornas värld
Sländornas värld är en kort science fiction-roman av Steve Sem-Sandberg, publicerad 1976 
på Bokád förlag.

## Handling
Romanen handlar om en ung man som motvilligt får i uppdrag av den terranska civilisationen att infiltrera en upprorisk koloniplanet, som samtidigt har problem med planetens urinnevånare: jättelika intelligenta trollsländor. Så småningom reder hjälten ut alla problem och sländorna och människorna kan tillsammans leva i fred på planeten alltmedan de terranska rymdskeppen patrullerar rymden.
Enligt Roland Adlerberth så ger romanen ingenting nytt till genren och är ganska tunn till innehållet. Efter Sländornas värld och ett par andra science fiction-romaner slutade Sem-Sandberg skriva inom genren och har sedan fört fram samtidsromanen De ansiktslösa från 1987 som sin debutroman. John-Henri Holmberg anser dock att Sem-Sandberg redan i de tidiga verken visar talang för språkets nyanser och för historieberättande.